# Votez Rocky
Votez Rocky est un album de bande dessinée humoristique écrit et dessiné par Frank Margerin, paru en 1981.